# بيتر برنس
بيتر برنس (بالإنجليزية: Peter Prince)‏ (10 مايو 1942)؛ روائي بريطاني.